# Theatertreffen
Il Berliner Theatertreffen è un festival di teatro organizzato annualmente dal Berliner Festspiele, con il supporto del ministero della cultura tedesco.
Ogni anno al Theatertreffen sono invitate le dieci produzioni teatrali in lingua tedesca più importanti della stagione, provenienti da Germania, Austria e Svizzera. La selezione è effettuata da una giuria di critici teatrali, che nel mese di febbraio decidono quali spettacoli saranno mostrati, durante due settimane, nel maggio successivo, a Berlino, presso le sale del Haus der Berliner Festspiele.
La prima edizione del Theatertreffen si è svolta nel 1964. Nell'ultimo decennio il festival è stato diretto per 8 anni, dal 2003 al 2011, da Iris Laufenberg; dal 2012, è passato sotto la guida di Yvonne Büdenhölzer, già assistente di Laufenberg e direttrice dello Stückemarkt, la sezione del festival dedicata alla nuova drammaturgia. La programmazione del festival prevede l'apertura al pubblico degli spettacoli, oltre un ampio programma di dibattiti, conferenze, concerti e atti pubblici. Durante le due settimane del festival, il canale televisivo 3sat e la radio nazionale Deutschlandradio Kultur seguono da vicino l'avvenimento, dedicandogli ampi reportages e trasmettendo alcuni spettacoli in televisione e altri, in forma di radiodramma, via radio.

## Berliner Stückemarkt
Lo Stückemarkt del Theatertreffen è stato istituito nel 1978, con il fine di scoprire promuovere nuovi autori; inizialmente dedicato solo a autori di lingua tedesca, a partire dal 2003 si è aperto a autori provenienti da tutta Europa. Lo Stückemarkt è una sorta di festival nel festival, che prevede letture drammatizzate, conferenze e incontri tra gli autori invitati, la critica, gli operatori teatrali e il pubblico.